# Episodi di New Tricks - Nuove tracce per vecchie volpi (seconda stagione)
La seconda stagione di New Tricks - Nuove tracce per vecchie volpi, diversamente dalla prima, è composta da 8 episodi. In Italia viene trasmessa su LA7 nell'autunno 2006.
| nº | Titolo originale           | Titolo italiano         | Prima TV UK    | Prima TV Italia |
| -- | -------------------------- | ----------------------- | -------------- | --------------- |
| 1  | A Delicate Touch           | Morte di un avvocato    | 9 maggio 2005  | 2006            |
| 2  | Family Business            | L'investigatore privato | 16 maggio 2005 | 2006            |
| 3  | Trust Me                   | Scherzi pesanti         | 23 maggio 2005 | 2006            |
| 4  | Old And Cold               | Morte naturale          | 30 maggio 2005 | 2006            |
| 5  | Creative Problem Solving   | Il diamante rosso       | 6 giugno 2005  | 2006            |
| 6  | Eyes Down For A Full House | Per un debito di gioco  | 13 giugno 2005 | 2006            |
| 7  | Fluke Of Luck              | La cava maledetta       | 20 giugno 2005 | 14 ottobre 2006 |
| 8  | 17 Years Of Nothing        | Un caso impossibile     | 27 giugno 2005 | 2006            |